# Карцов Володимир Геннадійович
Карцов Володимир Геннадійович (нар. 8 лютого 1908, Царське Село (нині м. Пушкін) — 18 січня 1977, м. Твер (Калінін)) — радянський історик, методист та археолог, кандидат педагогічних наук, професор.

## Війна
Дуже рано залишився без батьків — в часи революції та громадянської війни: батько поїхав до Франції, мати померла в 1919 р.
Тому, з 16-річного віку служив у Червоній армії. У своїй автобіографії писав, що «переважно працював в червоноармійських газетах і по лікнепу». Воював у Білорусі та Південному Кавказі.

## Навчання
З 1925 до 1928 рр. В.Карцов навчався на історичному факультеті Першого Московського університету. Тут він захоплюється стародавньою історією. Незабаром обирають головою археологічного гуртка університету, секретарем якого був майбутній академік РАН Борис Олександрович Рибаков.

## Викладацька діяльність
З травня 1928 р., ще навчаючись у вузі, він почав працювати у різних навчальних закладах Красноярська. Спочатку, на посаді завідувача археологічним відділом Музею Приєнісейського краю. Уже в перший рік своєї роботи на Єнісеї В.Карцов приступив до написання археологічної карти Красноярського округу. Влітку 1928 р. ним було зроблено детальне обстеження від р. Собакіної до с. Частоостровського (нині Ємельяновський район Красноярського краю). Взято під охорону 4 городища, 16 стоянок, 35 курганів, 3 печери і 2 могильника.
Потім, викладав на робітфаках різних навчальних закладів, а з 1932 р. — етнографію — в Красноярському педагогічному інституті.
У 1934 р. В.Карцов переїжджає в Москву для роботи в Державному Історичному музеї, але незабаром переходить на педагогічну діяльність.
Під час Другої світової війни (з 1941 по 1943 рр.) — був директором Казанчинської середньої школи.
З 1946 по 1957 рр. — працює завідувачем кафедри історії СРСР Тульського державного педагогічного інституту імені Л. М. Толстого.

## Наукова діяльність
Розробляючи проблеми методики викладання історії СРСР, В.Карцов став ініціатором дискусії про завдання та зміст методики викладання історії в журналі «Викладання історії в школі» (1954—1957 рр.). Його праці з методики викладання історії СРСР переведені на кілька іноземних мов, включно з мовою суахілі.
У 1957 р вчений повертається до Сибіру і протягом 5 років викладає археологію на посаді доцента в Абаканському педагогічному інституті.
У ці роки написана і виходить у світ ще одна книга В.Карцова «Про що говорять кургани Єнісею». У ній в захоплюючій формі розповідається про найцікавіші старожитності Приєнісейського краю.
В 1961 році він очолює кафедру історії СРСР Калінінського державного педагогічного інституту.
В 1965 р. став професором, а в 1967 р. — отримав звання — Заслужений учитель школи РРФСР.

## Публікації
Праці Карцова з методики викладання та його підручники з історії СРСР видані 20 мовами різних народів світу.
Має 107 публікацій (понад 20 присвячені історії Красноярського краю і Сибіру). До його публікаціям відносяться: «Матеріали по археології Красноярського району» (1929 р.), «Про що говорять кургани» (1961 р.).
Є автором розкопок археологічних пам'яток на Єнісеї.
- Народы Сибири / В. Карцов. — Москва, 1935. — 195, [3] с.
- Очерки методики преподавания истории в VIII—X классах / В. Карцов. — Москва, 1955. — 184 с.
- О чем говорят курганы Енисея (ист.-арх. очерки) / В. Карцов. — Абакан, 1961. — 98, [1] с.
- Методика преподавания истории в начальной школе/ В. Карцов. — Москва, 1964. — 160 с.
- Декабрист Г. С. Батеньков / В. Карцов. — Новосибирск, 1965. — 239 с.
- Хакасия в период разложения феодализма (XVIII — первая половинаХІХ вв.) / В. Карцов. — Москва, 1970. — 199 с.
- Об участии краеведов в полевой истори\ко-археологической работе: (прогр. и методика исслед.) / В. Карцов // Совет. краеведение. — 1935. — № 7.
- Ачинское городище / В. Карцов // Причу\лымский край: сб. тр. Причулым. музея. — Ачинск, 1932. — Т. 1; вып. 1. — С. 45-49.
- К вопросу экспозиции археологических материалов в краеведческих музеях // В. Карцов / Совет. музей. — 1931. — № 6. — С. 71-75.
- Ладейское и Ермолаевское городища / В. Г. Карцов // Труды секции археологии Российской ассоциации научно-исследовательских институтов (РАНИОН). — Москва, 1929. — Вып. 4. — С. 559—567.
- К материалам по составлению археологической карты Московской губернии / В. Карцов // Сборник научно-археологического кружка МГУ. — Москва, 1928. — С. 9-11.

Помер у 1977 році.